# Wendelin Joseph Nold

Bischofswappen

Wendelin Joseph Nold (* 18. Januar 1900 in Bonham, Texas; † 1. Oktober 1981) war ein US-amerikanischer römisch-katholischer Geistlicher und Bischof von Galveston(-Houston).

## Leben
Nold empfing am 11. April 1925 das Sakrament der Priesterweihe für das Bistum Dallas.
Am 29. November 1947 wurde er von Papst Pius XII. zum Koadjutorbischof von Galveston und Titularbischof von Sasima ernannt. Die Bischofsweihe spendete ihm am 25. Februar des darauffolgenden Jahres der Bischof von Dallas, Joseph Patrick Lynch; Mitkonsekratoren waren Christopher Edward Byrne, Bischof von Galveston, und Augustine Danglmayr, Weihbischof in Dallas.
Im April 1950 folgte er Christopher Edward Byrne nach dessen Tod als Bischof von Galveston nach. Während seiner Amtszeit erfolgte 1959 die Umbenennung der Diözese in Bistum Galveston-Houston.
Am 22. April 1975 wurde Wendelin Joseph Nold mit 75 Jahren als Bischof emeritiert. Er starb am 1. Oktober 1981 im Alter von 81 Jahren.
Nold nahm an allen vier Sitzungsperioden des Zweiten Vatikanischen Konzils als Konzilsvater teil.